# Gregorio Antonio Maria Salviati
Gregorio Antonio Maria Salviati (Florença, 12 de dezembro de 1722 – Roma, 5 de agosto de 1794) foi um cardeal italiano da Igreja Católica, Prefeito do Tribunal da Assinatura Apostólica da Graça e Cardeal-Protodiácono.

## Biografia

### Vida Inicial
Era filho de Gian Vincenzo (1693-1757), Duque de Giuliano, e de Anna Maria Boncompagni Ludovisi (1687-1752), filha de Gregorio Boncompagni Ludovisi, Duque de Sora e Príncipe de Piombino. Seu pai, embora residisse em Roma, sempre manteve fortes laços com Florença e, em particular, com a corte grão-ducal, onde, como seu pai e avô antes dele, ocupou o prestigioso cargo de caçador-mor. Ao casar-se com Anna Maria Boncompagni Ludovisi em 1719, garantiu para si e seus descendentes uma posição de respeito na sociedade romana, especialmente em círculos intimamente ligados à corte pontifícia.
Segundo Moroni, ele recebeu uma educação adequada "à sua alta condição", sob a orientação, como era uma longa tradição entre os Salviati, de tutores especialmente recrutados.

### Vida religiosa
Em 18 de maio de 1733, aos 11 anos de idade, Gregorio recebeu dois benefícios menores na Arquidiocese de Pisa após a morte de seu tio-avô, o cardeal Alamanno Salviati – este último deve ter renunciado a eles em seu favor antes de morrer.
Em maio de 1745 entrou na corte do Papa Bento XIV, que primeiro o nomeou camareiro secreto, e concedeu-lhe alguns meses depois um cargo de referendário da Assinatura Apostólica. Em 1747 foi enviado à Espanha para entregar o barrete ao cardeal Álvaro Mendoza. Tanto durante a viagem quanto assim que chegou ao seu destino, ele foi recebido magnificamente por personalidades proeminentes e de alto perfil. Teve, assim, a oportunidade de se familiarizar com a alta sociedade da época e de tornar seu nome conhecido. Finalmente, em junho de 1749, foi elevado à categoria de Prelado Doméstico. Em 1753, Bento XIV nomeou-o Inquisidor em Malta, cargo que ocupou até 1759. Na sequência, foi nomeado vice-legado em Avinhão, cargo ocupado até 1766. Retornando a Roma, foi nomeado comissário-geral do exército papal. Entrou assim por direito na Câmara Apostólica, da qual se tornaria auditor-geral em 1775.

### Cardinalato
Foi criado cardeal pelo Papa Pio VI, no Consistório de 23 de junho de 1777, recebendo o barrete vermelho em 26 de junho e o título de cardeal-diácono de Santa Maria da Scala, no dia 28 de julho do mesmo ano.
Foi membro das Sagradas Congregações dos Bispos e Regulares, Concílio, Propaganda Fide, Ritos, Imunidade Eclesiástica, Bom Governo, Fábrica de São Pedro, Basílica de São Pedro, Cerimonial Sagrado e Disciplina dos Regulares. Optou pela diaconia de Santa Maria em Cosmedin em 27 de setembro de 1780.
Em 10 de novembro de 1780, foi nomeado Prefeito do Tribunal da Assinatura Apostólica da Graça e no ano seguinte, nomeado Cardeal Protetor da Irlanda.
Gregorio havia obtido uma licença, renovada até sua morte, que o isentava de receber ordens maiores, do subdiaconato até o sacerdócio. O seu irmão mais velho, Averardo, não tinha herdeiros homens: daí a necessidade de não impedir um possível casamento, para que a família não fosse extinta. Seu irmão mais novo, Antonino, um cavaleiro de Malta, também havia recebido um perdão semelhante que o isentava de pronunciar os votos geralmente exigidos de um cavaleiro.
É provável que a nomeação como Prefeito da Tribunal da Assinatura Apostólica da Graça não tenha sido alheia a essas preocupações. No século XVIII, o tribunal foi quase completamente esvaziado de suas funções, que haviam sido absorvidas pela Dataria, e agora não se reuniam mais do que uma ou duas vezes por ano. Em essência, o pontífice pretendia libertar Gregorio de tarefas muito onerosas. Antonino e Averardo morreram em 1768 e 1783, respectivamente, ambos sem herdeiros homens. Tratava de administrar os enormes bens imobiliários deixados por seu irmão mais velho, estimado na época em mais de um milhão e meio de scudi, e designar, com todas as precauções legais necessárias, um herdeiro para esse patrimônio: a escolha recairia sobre sua sobrinha Anna Maria, filha de Averardo, que em 1768 havia se casado com o príncipe Marcantonio Borghese, e sobre o conde Carlo Caprara, filho de sua irmã Ippolita.
Tornou-se protetor da Ordem dos Frades Menores Conventuais, em agosto de 1783; da Ordem de São João de Jerusalém, em fevereiro de 1787; da Terra Santa, em dezembro de 1788; bem como de numerosas igrejas, confrarias, instituições religiosas da Santa Sé e quatro universidades. Optou pela diaconia de Santa Maria em Via Lata em 29 de novembro de 1790, quando se torna o cardeal-protodiácono.
Depois que a Revolução eclodiu na França, ele foi convidado a se juntar, juntamente com os cardeais Gian Francesco Albani, Vitaliano Borromeo, Leonardo Antonelli, Filippo Campanelli e Guglielmo Pallotta, à Congregação para os Assuntos da França, que deveria examinar a situação que se seguiu à promulgação da Constituição Civil do Clero e orientou as decisões difíceis do Papa Pio VI.
Em 5 de abril de 1794, o cardeal morreu em Roma, no Palazzo Salviati alla Lungara, como o último representante dos dois principais ramos da família, o florentino e o romano. O funeral ocorreu em 7 de abril na igreja de Santa Maria sopra Minerva, celebrado pelo cardeal Giovanni Battista Caprara, onde foi sepultado, no túmulo de sua família na capela de Santo Antonino.